# Le Tour de Londres ou les Derniers Moments d'Anne de Boleyn
Le Tour de Londres ou les Derniers Moments d'Anne de Boleyn er en fransk stumfilm fra 1905 af Georges Méliès.